# Philippe Bohrer
Pour les articles homonymes, voir Bohrer.
Philippe Bohrer, né le 31 août 1961 à Colmar, est un chef cuisinier français.

## Biographie
Philippe Bohrer, fils de paysan alsacien, apprend le métier de cuisinier auprès de personnalités comme Paul Bocuse, Jacques Lameloise et Philippe Gaertner. Membre de la brigade de Paul Bocuse, il quitte celle-ci pour effectuer son service militaire en 1980, puis devient l'un des quatre « appelés » à intégrer les cuisines du palais de l'Élysée au début de l'année 1981. Il quitte toutefois son poste dès septembre pour venir en aide à ses parents, dont le bistrot-fermier de Rouffach, au sud de Colmar, vient d'être englouti par le feu. 
Le temps de remettre sur pieds l'affaire familiale, qu'il promet à ses parents de reprendre, Philippe Bohrer rencontre son mentor, Bernard Loiseau, puis ouvre un restaurant qui porte son nom à Rouffach, et qui lui vaut de recevoir une étoile au Guide Michelin,. À partir de 2009, en collaboration avec Gautier Gaschy, il travaille aussi comme chef au restaurant Au Crocodile, à Strasbourg, qui lui permet d'acquérir une nouvelle étoile en 2010. Néanmoins, en 2014, Philippe Bohrer perd son étoile à Rouffach, puis celle d'Au Crocodile en 2015. À cette date, il revend celui-ci à Cédric Moulot, déjà propriétaire du 1741, également situé à Strasbourg. 
Philippe Bohrer reprend ensuite l'ancien bistrot familial de Rouffach, À la ville de Lyon, et le transforme en un petit complexe hôtelier composé de 48 chambres 3 étoiles, d'un restaurant gastronomique et d'une brasserie, Le Domaine de Rouffach. Il est actuellement à la tête d'un groupe comportant 34 entreprises, dans les domaines de l'immobilier, de l'hôtellerie et de la restauration.

## Prix Bohrer
Philippe Bohrer a créé un prix littéraire qui porte son nom. Il est décerné annuellement aux auteurs de livres sur la cuisine publiés dans l'année. Le premier lauréat a été Éric Briffard en 2012. Le jury a décerné un prix spécial à Hugo Desnoyer. Huit autres auteurs cuisiniers réputés ont participé à la sélection, dont Paul Bocuse.

## Publication
- Avec Gilles Pudlowski et Maurice Rougement (photos), Au Crocodile, Paris, éditions du Chêne, 2012  (ISBN 978-2812305382).